# Masaru Satō
Masaru Satō (jap. 佐藤 勝, Satō Masaru; * 29. Mai 1928 in Rumoi; † 5. Dezember 1999 in Tokio) war ein japanischer Filmkomponist.
Satō begann zu Anfang der 1950er Jahre mit dem Schreiben von Filmscores als Assistent von Fumio Hayasaka. Nach dessen Tod 1955 übernahm er dessen Aufträge für Akira Kurosawas Bilanz eines Lebens und Kenji Mizoguchis Die Samurai-Sippe der Taira. Damit konnte er einen Vertrag mit der Gesellschaft Tōhō abschließen, für die Satō über 200 Filme musikalisch kommentierte und bis zu seinem Tode tätig war.
Bekannt wurde er durch seine Arbeiten für einige Godzilla-Filme wie Godzilla kehrt zurück (sein erster eigenverantwortlicher Score), Frankenstein und die Ungeheuer aus dem Meer oder Frankensteins Monster jagen Godzillas Sohn. Daneben war er u. a. für die Kompositionen zu Irezumi – Die tätowierte Frau, Yojimbo – Der Leibwächter und Der Schatten des Shogun verantwortlich. Sein Werk verarbeitet westliche Einflüsse und leichte Jazz-Arrangements.
Satō war zwölfmal für den Japanese Academy Award nominiert und gewann ihn vier Mal.

## Filmografie (Auswahl)
- 1955: Godzilla kehrt zurück
- 1955: Jūjin Yuki Otoko
- 1955: Bilanz eines Lebens (Ikimono no Kiroku)
- 1957: Das Schloss im Spinnwebwald
- 1958: Die verborgene Festung
- 1958: Das Grauen schleicht durch Tokio
- 1957: Nachtasyl
- 1960: Die Bösen schlafen gut (Warui yatsu hodo yoku nemuru / 悪い奴ほどよく眠る)
- 1961: Yojimbo – Der Leibwächter
- 1962: Sanjuro
- 1963: Zwischen Himmel und Hölle
- 1965: Rotbart
- 1966: Frankenstein und die Ungeheuer aus dem Meer
- 1967: Frankensteins Monster jagen Godzillas Sohn
- 1967: Chieko-shō
- 1969: Port Arthur – Die Schlacht im Chinesischen Meer
- 1973: Der Untergang Japans
- 1974: King Kong gegen Godzilla
- 1984: Irezumi – Die tätowierte Frau
- 1987: Der Schatten des Shogun
- 1987: Der Bärenfänger
- 1991: Kagerō
- 1999: Nach dem Regen